# Tugana cavatica
Tugana cavatica är en spindelart som först beskrevs av Bryant 1940.  Tugana cavatica ingår i släktet Tugana och familjen mörkerspindlar.
Artens utbredningsområde är Kuba. Inga underarter finns listade i Catalogue of Life.